# Tojma
La Tojma (in russo Тойма?) è un fiume della Russia europea orientale, affluente di destra del fiume Kama (bacino idrografico del Volga). Scorre nei rajon Možginskij e Alnašskij dell'Udmurtia e nei rajon Mendeleevskij ed Elabužskij del Tatarstan.
Il fiume scorre in direzione sud-ovest, le sponde sono basse, ricoperte principalmente da arbusti, ontani e rampicanti. La foresta si trova a una distanza di 150-200 m, a volte 50-100 metri dall'acqua. La larghezza del canale nei periodi di bassa marea è di 2-3 metri. Sfocia nella Kama presso la cittadina di Elabuga. Ha una lunghezza di 121 km, il suo bacino è di 1 450 km².